# FC Malacky
FC Malacky (celým názvem: Football Club Malacky) je slovenský fotbalový klub, který sídlí ve městě Malacky v Bratislavském kraji. Založen byl v roce 2013 po krachu původního ŠK Malacky FO. Od sezóny 2017/18 působí ve čtvrté lize Bratislavského futbalového zväzu.
Své domácí zápasy odehrává na stadionu v Zámockom parku s kapacitou 1 800 diváků.

## Umístění v jednotlivých sezonách
Stručný přehled
Zdroj: 
- 2013–2014: 5. liga OFZ B-V – sk. A
- 2014–2015: 4. liga BFZ – sk. B
- 2015–2016: 4. liga BFZ
- 2016–2017: 3. liga – sk. Bratislava
- 2017–: 4. liga BFZ

Jednotlivé ročníky
Zdroj: 
Legenda: Z – zápasy, V – výhry, R – remízy, P – porážky, VG – vstřelené góly, OG – obdržené góly, +/− – rozdíl skóre, B – body, červené podbarvení – sestup, zelené podbarvení – postup, fialové podbarvení – reorganizace, změna skupiny či soutěže
| Slovensko (2013–) |                          |        |    |    |   |    |     |    |     |    |        |
| Sezóny            | Liga                     | Úroveň | Z  | V  | R | P  | VG  | OG | +/− | B  | Pozice |
| 2013/14           | 5. liga OFZ B-V – sk. A  | 5      | 19 | 17 | 2 | 0  | 67  | 12 | +55 | 53 | 1.     |
| 2014/15           | 4. liga BFZ – sk. B      | 4      | 26 | 15 | 5 | 6  | 54  | 27 | +27 | 50 | 4.     |
| 2015/16           | 4. liga BFZ              | 4      | 28 | 22 | 3 | 3  | 101 | 25 | +76 | 69 | 2.     |
| 2016/17           | 3. liga – sk. Bratislava | 3      | 30 | 9  | 6 | 15 | 51  | 66 | −15 | 33 | 15.    |
| 2017/18           | 4. liga BFZ              | 4      | 30 |    |   |    |     |    |     |    |        |